# Erik Palmstedt

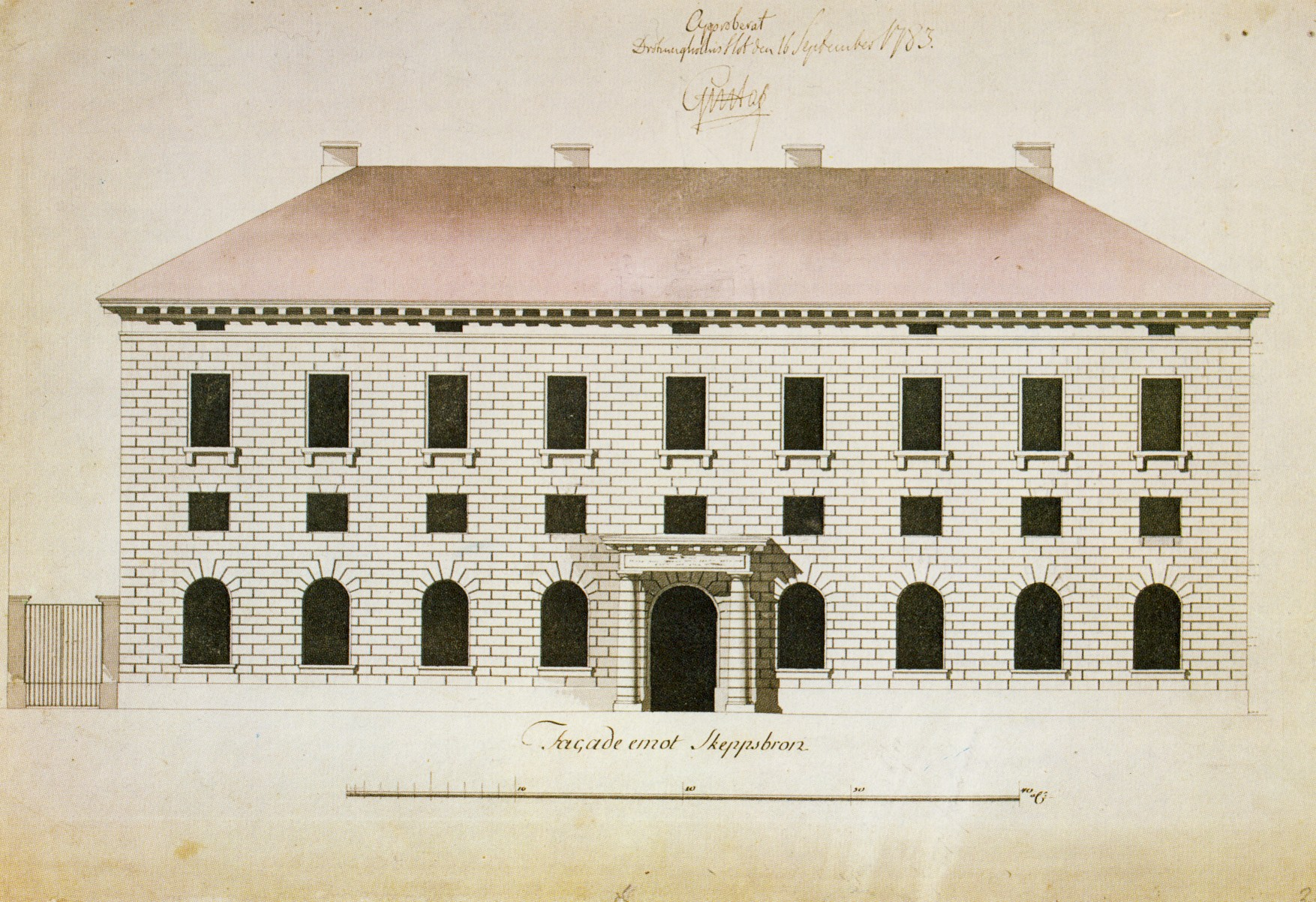
Zollhaus, in Stockholm, Aufriss 1783, unterzeichnet von Gustaf III.

Erik Palmstedt (* 16. Dezember 1741 in Stockholm; † 12. Juni 1803) war ein schwedischer Architekt. Er zählt als Schöpfer von mehreren prägenden Gebäuden in Stockholm zu den wichtigsten Vertretern des gustavianischen Stils.

## Leben
Erik war der Sohn von Hofkappelenspieler Johan Palmstedt und Maria Segerlund. Er wurde an der Schule des Stadtarchitekten J.E. Carlberg ausgebildet und 1773 zum stellvertretenden Stadtarchitekten ernannt. Schon mit 19 Jahren hatte Palmstedt verschiedene Häuser in Stockholm selbstständig entworfen. Weiterhin erledigte Palmstedt einige Arbeiten für den Hof, bevor er 1767 mit dem Börsenhaus (Börshuset), dem heutigen Domizil des Alfred-Nobel-Museums beauftragt wurde. Er änderte die bestehenden Entwürfe des Architekten Cronstedt vollständig und gilt somit als Schöpfer des Gebäudes. Das Haus zeigt typisch den Übergang von Rokoko zum gustavianischen Stil.
Eine Studienreise zwischen 1778 und 1780 führte ihn nach Rom und Paris. In der erstgenannten Stadt studierte er die Architektur der Antike, wobei er seine Empfindungen und das aufgenommene Wissen zusammen mit Stilanalysen und Zeichnungen in seinem Tagebuch festhielt. In der französischen Hauptstadt wurde Palmstedt durch Monumentalbauten und die Anfänge des Barock beeinflusst. Dies zeigt sich in seinen frühen Bauten, die Werke von Jacques-François Blondel und Gilles Marie Oppenort widerspiegeln.
Zurück in Schweden wurde Palmstedt von Gustav III. verpflichtet Um- und Ausbauten am Schloss Gripsholm vorzunehmen. Die meiste Aufmerksamkeit erhielt er jedoch für den Palast des Erbfürsten in Stockholm. Weiterhin entwarf er sein eigenes Haus in der Stockholmer Altstadt (Västerlånggatan 27) und verschiedene Gebäude und Objekte die mittlerweile Opfer von Abrissmaßnahmen wurden. Im Jahre 1791 erhielt er den Professorentitel und zur selben Zeit wurde er Mitglied der königlichen Kunstakademie. Schon 10 Jahre zuvor war Palmstedt in die Musikakademie gewählt worden. An der Kunstakademie wurde er 1802 Rektor der Architekturabteilung.
Außerhalb von Stockholm entstanden verschiedene Herrenhöfe, wie die Höfe im södermanländischen Heby und im västmanländischen Skinnskatteberg, sowie mehrere Kirchenerweiterungen nach Palmstedts Vorlagen.
Erik Palmstedt heiratete 1784 Hedvig Gustava Robsahmsson, die Tochter eines Mitglieds des höfischen Chores. Als Mitglieder der gehobenen Gesellschaft empfingen die beiden Eheleute Künstler wie Carl Michael Bellman, Joseph Martin Kraus und Elias Martin. Erik Palmstedts Sohn Carl (1785–1870) war ein Mitarbeiter von Berzelius und gründete später die Technische Hochschule Chalmers in Göteborg.

## Weitere ausgewählte Werke aus Erik Palmstedts Feder
- Brücke vom Stockholmer Schloss nach Norrmalm (Norrbro), 1781–1807
- Zollhaus (Tullhuset), 1783–1790
- Schloss Svartå in Finnland, 1783–1792
- Aufbau des Brunnens auf dem Stortorget, Altstadt Stockholm, 1778
- Haus Hildebrand im Quartier Rosenbad, zerstört
- Brunnen (Tyska brunn) an der früheren Brücke nach Riddarholmen, zerstört

## Galerie

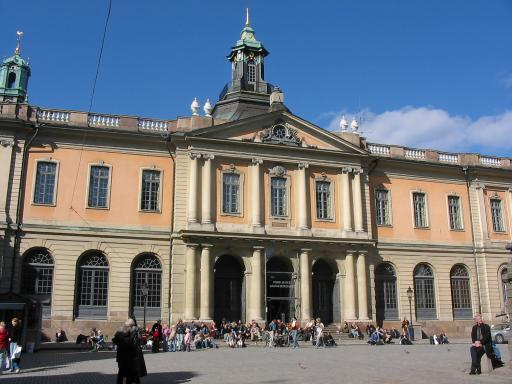
Börshuset, die alte Börse
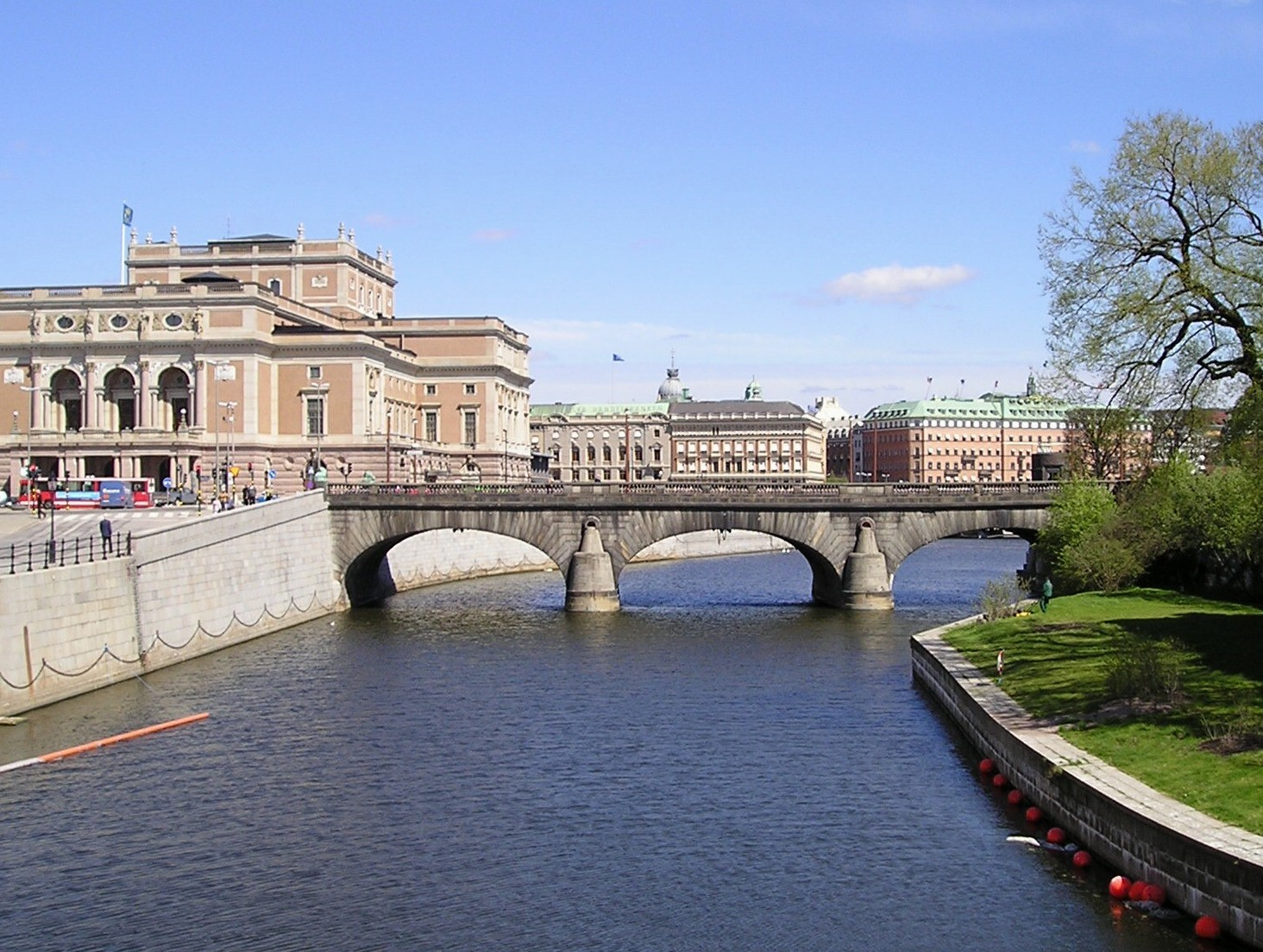
Norrbro
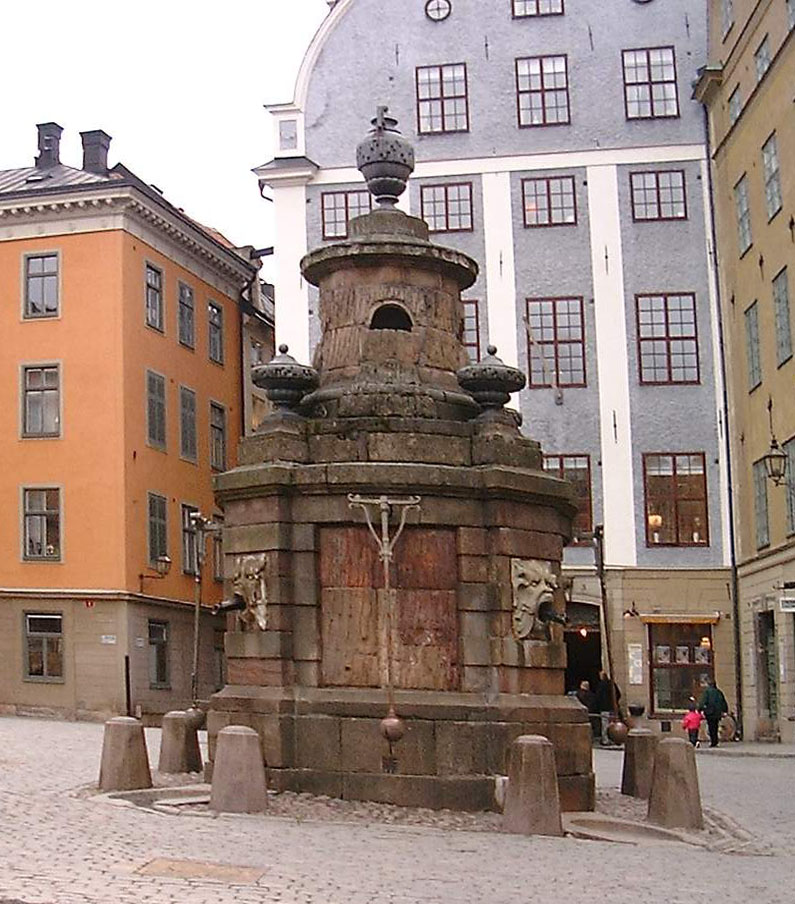
Brunnen auf dem Stortorget
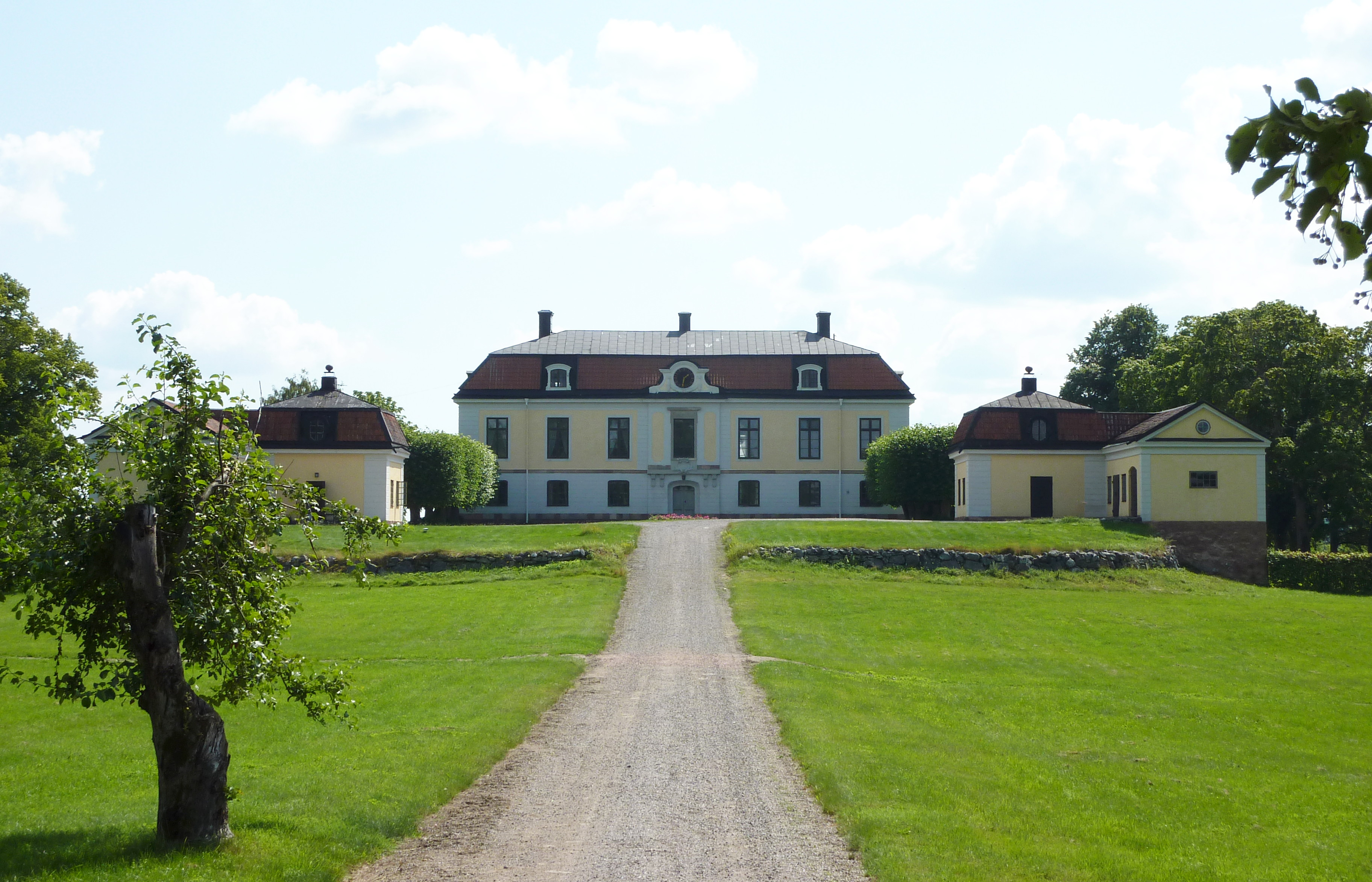
Schloss Heby, 1780, bei Gnesta